# Tatort: Borowski und der Himmel über Kiel
Borowski und der Himmel über Kiel ist ein Fernsehfilm aus der Krimireihe Tatort, der erstmals am 25. Januar 2015 auf Das Erste, ORF 2 und SRF 1 ausgestrahlt wurde. In seinem 24. Fall ermittelt der Kieler Hauptkommissar Klaus Borowski (Axel Milberg) gemeinsam mit Kommissarsanwärterin Sarah Brandt (Sibel Kekilli) in der Drogenszene. Nach dem Fund eines abgehackten Kopfes treffen sie auf die Crystal-Meth-süchtige Rita Holbeck (Elisa Schlott). Christian Schwochow führte Regie bei der Verfilmung eines Drehbuchs von Rolf Basedow. Die Uraufführung fand beim Filmfest Hamburg 2014 statt.

## Handlung
Bei einem kleinen Dorf in der Nähe von Kiel wird der abgehackte Kopf eines jungen Mannes gefunden. Der Körper bleibt vorerst unauffindbar. Da die meisten Dorfbewohner über ein Alibi verfügen, schließen Borowski und Brandt auf einen Täter von außerhalb. Tatsächlich berichtet ein Dorfbewohner, in der Tatnacht einen hellen Kombi in Richtung Dänemark fahren gesehen zu haben. Ein Abgleich mit der Datenbank der Polizei ergibt, dass zur fraglichen Zeit ein silberner Škoda Octavia Combi, der auf einen gewissen Herrn Wagner gemeldet ist, als gestohlen gemeldet war.
Die Gerichtsmedizinerin geht von einer postmortalen Enthauptung aus. Die für das Alter des Toten untypischen stark kariösen Zähne lassen auf häufigen Konsum von Crystal Meth schließen. Nach der Obduktion starten die Ermittler einen Fahndungsaufruf in einer Lokalzeitung. Die Kellnerin Rita identifiziert den Toten als ihren Freund, den 20-jährigen Mike.
Da Mike wie auch Rita Crystal-Meth-süchtig war, vermuten die Ermittler einen Mord durch einen verfeindeten Dealer oder eine Gruppe. Obwohl Rita inzwischen clean ist, kooperiert sie aus Angst vor ihren ehemaligen Dealern zuerst nicht mit der Polizei, gibt aber nach, als Borowski sie unter Druck setzt und ihr verspricht, sie zu schützen. Nach und nach schildert sie den Ermittlern ihre Geschichte: Mike habe sie zum Konsum leichter Drogen angestiftet, sie selbst aber wollte wie Mike Crystal Meth nehmen. Mit der Zeit habe sie auch begonnen, sich Drogen zu spritzen, begleitet von heftigen Entzugserscheinungen sowie Depressionen und Halluzinationen. Ihre Drogen habe sie fast ausschließlich über Mike bezogen, der wiederum habe sie bei den Dealern Roland und Furkan bekommen.
Mithilfe eines Informanten observieren Borowski und Brandt Roland und Furkan in einer Disco. Als diese die Disco vorzeitig verlassen, beginnt Brandt gegen Borowskis eindringlichen Rat eine Stoßstangenverfolgung mit nur einem Auto. Sie glaubt, in einem Schnellrestaurant eine Drogenübergabe zu beobachten, doch bei der anschließenden Fahrzeugdurchsuchung findet das angeforderte MEK nichts.
Von der dänischen Polizei kommt der Hinweis, dass in der Tatnacht nahe der deutschen Grenze die Leiche der jungen Frau Lene Vestergaard gefunden wurde. Eine Bedienung in einem dänischen Lokal erinnert sich daran, wie Mike zusammen mit jener Frau und einer weiteren Person – Harald Wagner, wie sich später herausstellt – an einem Tisch saß. Die Mobilfunkdaten von Harald und Mike bestätigen ihre Fahrt nach Dänemark, scheinen aber dennoch von keinerlei Nutzen zu sein, da beide Handys ausgeschaltet sind. Die Ermittler gehen davon aus, dass Mike sein Handy nach seinem Tod noch immer bei sich trug, und senden erneut einen Suchtrupp aus, der den Wald, in dem der Kopf gefunden wurde, nach Mikes Körper absucht. Die Suche erweist sich als erfolgreich, und Brandt findet ein Video auf Mikes Handy, das diesen zusammen mit Lene Vestergaard und Harald Wagner im besagten dänischen Lokal zeigt.
Als Borowski erneut ins Dorf fährt, bemerkt er auf einem der Bauernhöfe hinter einem Fenster ein Drogenlabor. Er betritt das Gebäude, wo er auf einen offensichtlich unter Drogen stehenden Bauern und den Dorfpolizisten trifft. Dieser erzählt Borowski, die Bauern im Dorf würden regelmäßig Crystal Meth konsumieren, da sie es als leistungssteigernd empfinden. Er selbst habe vor geraumer Zeit das Drogenlabor entdeckt, sei aber von den Bauern dazu überzeugt worden, dies nicht zur Anzeige zu bringen und selbst Crystal Meth einzunehmen. Borowski überredet ihn zur Selbstanzeige.
Inzwischen orten die Kieler Ermittler das nun wieder eingeschaltete Handy von Harald Wagner in der Disco, welche von einem MEK gestürmt wird. Harald Wagner befindet sich nicht in der Disco. Borowski und Brandt finden ihn im Keller seines Vaters, Herrn Wagner, dem Besitzer des Škoda Octavia, beim Drogenkonsum zusammen mit der rückfällig gewordenen Rita, welche aufgrund ihrer Kooperation mit der Polizei von den beiden Dealern Furkan und Roland vergewaltigt worden war.
Auf dem Präsidium gibt Harald Wagner ein Geständnis ab. Er habe das Auto seines Vaters gestohlen, um zusammen mit Lene Vestergaard und Mike einen Ausflug nach Dänemark zu unternehmen. Auf der Rückfahrt nach Kiel habe Mike Crystal Meth genommen und versucht, Lene zu vergewaltigen. Harald habe angehalten, um den Streit zu schlichten, doch Mike hätte Lene bereits erwürgt. Er und Mike seien ausgestiegen, um die Leiche hinter den Büschen zu verstecken, woraufhin der unter Drogen stehende Mike Harald, den er als belastenden Zeugen gesehen habe, mit einem Stein angegriffen habe. Im Kampf habe Harald Mike tödlich verletzt und ihn zurück ins Auto geschafft. Da er den schmerzverzerrten Gesichtsausdruck Mikes aber nicht länger ertragen habe, habe er ihn im Wald mit einem Beil seines Vaters, das dieser im Kofferraum aufbewahrte, enthauptet und den Kopf in den Bach geworfen.
Als Rita vom Präsidium entlassen wird, bietet ihr Borowski an, sie nach Hause zu fahren. Sie nimmt das Angebot dankend an und bittet Borowski, an einem Haus an der Straße anzuhalten. Sie steigt aus und läuft aufs Dach des Gebäudes, wo sie sich an Mike erinnert, der ihr immer Orion, Sirius, Rigel, Castor und Prokyon gezeigt habe. Borowski macht sie auf eine Sternschnuppe aufmerksam und meint, sie könne sich etwas wünschen.

## Hintergrund
Der Film wurde vom 11. März 2014 bis 11. April 2014 in Kiel und Umgebung gedreht.
Elisa Schlott bereitete sich anhand von Dokumentationen und Büchern sowie durch Gespräche mit Drogenabhängigen auf die Rolle vor.
Die Uraufführung war am 27. September 2014 beim Filmfest Hamburg, wo der Film für den Hamburger Produzentenpreis für Deutsche Fernsehproduktionen nominiert war. Vor der Erstausstrahlung im Fernsehen gab es zudem eine Filmpremiere in einer Suchtklinik vor Crystal-Meth-Patienten.
Im Anschluss an die Ausstrahlung wurde ein Videochat mit dem Regisseur Christian Schwochow, der Schauspielerin Anke Retzlaff, dem Suchtforscher Sascha Milin sowie der ehemaligen Konsumentin Franziska Wolf angeboten, in der Zuschauerfragen zum Film beantwortet wurden.
Die Audiodeskription des Films wurde von Anne Moll gesprochen und 2016 mit dem deutschen Hörfilmpreis in der Kategorie Fernsehen ausgezeichnet.

## Rezeption

### Kritiken
„Für den Crystal-Meth-'Tatort' haben Basedow, 67, und Schwochow, 36, nun einen ganz eigenen Erzählmodus entwickelt, um von der Dynamik der Droge zu erzählen. Rausch- und Euphoriemomente stehen hier neben Flashbacks und psychotisch anmutenden Bildexplosionen. In klug austarierten Rückblenden wird erzählt, wie Ritas und Mikes Himmelsstürmerei zum Höllentrip wird, wie das Gefühl der Freiheit zur Unterwerfung unter die Droge führt.“

„Der Film behauptet nicht, er zeigt: Bilder voller Ambivalenz. […] Man sieht, was für ein Verderben diese Drogen sind. Aber, man kriegt auch eine Ahnung davon, wie cool es sich anfühlen kann, dieses Zeug zu nehmen. Ein mutiger und berührender Tatort mit einer sehr tollen Hauptdarstellerin, Elisa Schlott, in deren Spiel sich Verderben aus Verführung entwickelt und Tod aus Tanz.“

### Einschaltquoten
Die Erstausstrahlung von Borowski und der Himmel über Kiel am 25. Januar 2015 wurde in Deutschland von 10,67 Millionen Zuschauern gesehen und erreichte einen Marktanteil von 28,5 % für Das Erste. Damit gehörte sie zu den 20 meistgesehenen Fernsehsendungen des Jahres 2015.